# Министерство иностранных дел Казахстана
Министерство иностранных дел Республики Казахстан (каз. Қазақстан Республикасының Сыртқы істер министрлігі) является центральным исполнительным органом Республики Казахстан в составе Правительства Республики Казахстан и осуществляет внешнеполитическую деятельность и возглавляет единую систему органов дипломатической службы Республики Казахстан.
Министерство возглавляет министр, назначаемый на должность и освобождаемый от должности президентом Республики Казахстан.

## История

### Советское время
1 февраля 1944 года на X сессии Верховного Совета СССР был принят закон, по которому союзным республикам предоставлялись определённые полномочия в области внешних отношений. 13 апреля 1944 года закон «Об образовании Союзно-республиканского НКИД Казахской ССР». Казахская ССР, будучи в составе СССР, имела право вступать с зарубежными государствами в прямые отношения, заключать с ними договоры, обмениваться дипломатическими и консульскими представительствами с зарубежными государствами, назначать за рубежом и отзывать своих дипломатических представителей, принимать от дипломатических представителей зарубежных государств, аккредитованных в республике, верительные и отзывные грамоты.
Первым руководителем Народного комиссариата иностранных дел Казахской ССР в августе 1944 года был назначен Тулеген Тажибаев, который ранее работал ректором Казахского государственного университета. В марте 1946 года НКИД был переименован в Министерство иностранных дел (МИД) Казахской ССР. Дипломатические или консульские представительства Казахской ССР за рубежом так и не были созданы. Тажибаеву удалось только добиться выделения республике 5 мест в советских загранучреждениях. Казахская ССР могла командировать в Монголию двух вице-консулов, в Синьцзян — одного секретаря и двух стажёров-референтов.
В 1956 году правительство СССР передало вопрос финансирования МИД Казахской ССР на республиканский уровень. После чего штат МИД был сокращен до 5 человек (министр иностранных дел, помощник министра, второй секретарь, бухгалтер и водитель).
В начале 1990-х годов Нурсултан Назарбаев, будучи ещё руководителем Казахской ССР, начал активно посещать с визитами зарубежные страны (ФРГ, Великобритания, Республика Корея и др.), в том числе в составе советской правительственной делегации. В марте 1991 года в резиденции американского посла в Москве в Спасо-хаусе состоялись переговоры Назарбаева с государственным секретарём США Джеймсом Бейкером. Очередные встречи лидера Казахстана с Бейкером состоялись в сентябре и декабре 1991 года, в ходе которых американская сторона пригласила его посетить США с официальным визитом.

### Независимый Казахстан
После получения Казахстаном независимости первый президент Республики Казахстан Нурсултан Назарбаев пригласил на родину многих казахстанцев, имевших опыт дипломатической работы в центральном аппарате МИД СССР, а также в советских посольствах за рубежом. В Казахстан вернулось 12 профессионалов-дипломатов, которые долгие годы проработали в системе МИД СССР.
2 июля 1992 года Нурсултан Назарбаев своими указами утвердил положения «О Министерстве иностранных дел Республики Казахстан», «О Посольстве Республики Казахстан», «Об основных обязанностях и правах Чрезвычайного и Полномочного Посла Республики Казахстан, аккредитованного в других странах», которые официально установили статус и полномочия ключевых дипломатических структур. В дальнейшем именно 2 июля стал Днём дипломатической службы Республики Казахстана.
В 1997 году министерство вместе со всеми центральными органами переехало из Алматы в Астану и разместилось в здании бывшей гостиницы «Москва». 16 апреля 2005 года с участием президента Казахстана Нурсултана Назарбаева состоялось открытие нового здания МИД РК.

## Структура

### Комитеты
- Комитет международной информации
- Комитет по инвестициям[3]

### Департаменты
- Департамент коммуникаций
- Департамент юридической службы
- Департамент Центральной Азии
- Департамент международной безопасности
- Департамент обеспечения и документооборота
- Валютно-финансовый департамент
- Департамент консульской службы
- Международно-правовой департамент
- Департамент многостороннего сотрудничества
- Департамент Америки
- Департамент Европы
- Департамент Азиатско-Тихоокеанского региона
- Департамент Ближнего, Среднего Востока и Африки
- Департамент евразийской интеграции
- Департамент России, Кавказа и европейских стран СНГ
- Департамент цифровизации
- Департамент человеческих ресурсов
- Департамент внешнеполитического анализа и стратегического планирования[4]

### Управления
- Офис Национального координатора по вопросам деятельности ШОС
- Управление информационной безопасности
- Управление защиты государственных секретов[5]

### Службы
- Служба внутреннего аудита
- Служба государственного протокола[6]

### Представительства
- Представительство Министерства иностранных дел в г. Алма-Ате.

### Агентства
Казахстанское агентство международного развития «KazAID».

## Загранучреждения Республики Казахстан
Дипломатические и консульские загранучреждения Республики Казахстан входят в систему Министерства иностранных дел Республики Казахстан. В настоящее время[когда?] действуют 93 загранучреждения в более чем 68 странах мира — посольства, постоянные представительства при международных организациях, дипломатические миссии, генеральные консульства, консульства и паспортно-визовая служба.

## Издания МИД Казахстана
- Журнал «Дипломатия жаршысы» («Вестник дипломатии») — основное издание Министерства иностранных дел Республики Казахстан, посвященное международным отношениям, актуальным направлениям внешней политики, вопросам глобальной и региональной безопасности. Издается с 1996 года. В 2018 году утвержден новый формат и концепция журнала. Состоит из следующих разделов: «В фокусе», «Международные отношения», «Профессионально об актуальном», «Социально-политические процессы», «По страницам истории», «Новые назначения в Министерстве». Журнал издается ежеквартально на русском и казахском языках, а также возобновился выход английской версии — «The Diplomatic Herald of Kazakhstan».
- «Astana Calling» — еженедельное онлайн издание на английском языке обо основных событиях в Казахстане.

## Руководство
1. Тулеутай Сулейменов — В 1991—1994 годах министр иностранных дел РК.
2. Канат Саудабаев — В 1994 году министр иностранных дел РК.
3. Касым-Жомарт Токаев — В 1994—1999 годах министр иностранных дел РК.
4. Ерлан Идрисов — с 1999 по 2002 год министр иностранных дел РК.
5. Касым-Жомарт Токаев — с июня 2003 по январь 2007 года министр иностранных дел РК.
6. Марат Тажин — c 11 января 2007 по 4 сентября 2009 года министр иностранных дел РК.
7. Канат Саудабаев — c 4 сентября 2009 по 11 апреля 2011 года министр иностранных дел РК.
8. Ержан Казыханов — с 11 апреля 2011 по 24 сентября 2012 года министр иностранных дел РК.
9. Ерлан Идрисов — с 28 сентября 2012 по 28 декабря 2016 года министр иностранных дел РК[8]
10. Кайрат Абдрахманов — с 28 декабря 2016 по 26 декабря 2018 года министр иностранных дел РК
11. Бейбут Атамкулов — с 26 декабря 2018 по 18 сентября 2019 года министр иностранных дел РК
12. Мухтар Тлеуберди — с 18 сентября 2019 по 29 марта 2023 года
13. Мурат Нуртлеу с 3 апреля 2023 года